# Murayama-Erklärung

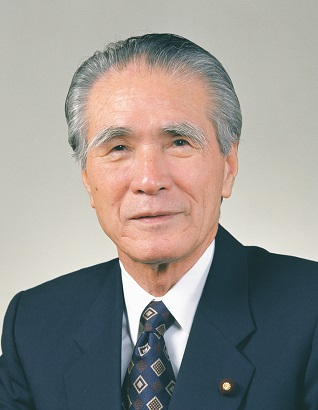
Der japanische Premierminister Murayama Tomiichi

In der Murayama-Erklärung (japanisch 村山談話, Murayama-danwa) des japanischen Premierministers Murayama Tomiichi anlässlich des 50. Jahrestages des Endes des Zweiten Weltkriegs in Ostasien entschuldigte er sich für Krieg und Kolonialherrschaft bei den asiatischen Nachbarländern. Diese Erklärung ist offiziell bis heute die Haltung der japanischen Regierung zur Kriegsvergangenheit.